# San Francisco del Valle
San Francisco del Valle é um município de Honduras, localizado no departamento de Ocotepeque.